# Pterolophia pseudolaosensis
Pterolophia pseudolaosensis là một loài bọ cánh cứng trong họ Cerambycidae.